# Col de Menté
Col de Menté er et bjergpas i de centrale Pyrenæerne i departementet Haute-Garonne i Frankrig.

## Tour de France
På vej ned af Col de Menté på 8. etape af Tour de France 2020 satte danske Kasper Asgreen hastighedsrekord. Han ramte 97,1 kilometer i timen, hvilket på dette tidspunkt var den højeste hastighed målt i dette års Tour de France.